# Anna Beöthy Steiner
Anna Beöthy Steiner, née en 1902 à Oradea et morte en 1985 à Montrouge, est une peintre.

## Biographie
Anna Beöthy Steiner naît en 1902 à Oradea,.
Après une formation à l'école privée de Zassyk à Budapest, elle découvre le futurisme en 1922 grâce à Marinetti. Elle est installée à Paris en 1927 où elle épouse le sculpteur Étienne Béothy. Elle abandonne sa propre création en 1937 afin de soutenir son mari,. Ses peintures, souvent réalisées à la gouache sur papier, et ses dessins, de conception abstraite, sont souvent rendus par des couleurs vives.
Anna Beöthy Steiner meurt en 1985 à Montrouge,.